# Africoribates pilosus
Africoribates pilosus är en kvalsterart som först beskrevs av Sandór Mahunka 1985.  Africoribates pilosus ingår i släktet Africoribates och familjen Humerobatidae. Inga underarter finns listade i Catalogue of Life.